# 吳垣 (乾隆舉人)
吳垣（1719年—1786年），字薇次，號樹堂，又號恕堂，山東海豐人，清代政治人物，官至湖北巡撫。

## 生平
吳垣出身海豐吳氏世家。其父吳紹詩精通刑律。吳紹詩在刑部編繤律例時，吳垣以諸生任編校，跟隨父親學習刑名之學。乾隆十七年（1752年），中壬申恩科順天鄉試舉人，後歷任四川寧遠府通判、成都石砫同知、簡州知州。乾隆三十五年（1770年），任刑部四川司郎中。乾隆三十七年（1772年）因其弟吳壇遷刑部侍郎，吳垣調任吏部文選司郎中。乾隆四十年（1775年），掌浙江道監察御史。不久因父親去世丁憂三年。後歷任刑科給事中、工科給事中、吏科掌印給事中等。乾隆四十六年（1781年），擢鴻臚寺少卿。次年，遷通政使司副使。乾隆四十八年（1783年），升任光祿寺卿，旋轉任太常寺卿。同年，擢吏部右侍郎，署工部左侍郎。次年，外任廣西巡撫。乾隆五十年（1785年），調任湖北巡撫。乾隆五十一年（1786年）二月，吳垣卒於任上，終年68歲。

## 家庭
吳垣爲吳紹詩長子。弟吳壇，乾隆二十六年（1761年）進士，官至江蘇布政使。子吳之承，乾隆三十五年（1770年）舉人，江蘇海門同知。孫吳熙曾、吳侍曾分別爲嘉慶六年（1801年）、嘉慶十三年（1808年）進士。

## 延伸閱讀
[在维基数据编辑]
 《清史稿/卷321》